# Schwedenschlüssel
Mit Schwedenschlüssel (auch Kish-Selection-Grid) wird ein von Leslie Kish entwickeltes Verfahren zur Zufallsauswahl von Befragungspersonen in Haushalten mit mehreren Personen bezeichnet. Seine Anwendung wird insbesondere bei Befragungen mit einem Stichprobenverfahren notwendig, wenn die vor Ort für eine Stichprobe ausgewählten Adressen zunächst nur Haushalte insgesamt repräsentieren (Haushaltsstichprobe). Daraufhin sollte im nächsten Schritt durch den Schwedenschlüsseleinsatz jede Person im jeweiligen Haushalt die gleiche Chance erhalten, dort schließlich als Befragungspartner zu fungieren.

## Einfaches Durchführungsbeispiel für eine schriftliche Befragung (PAPI - Paper and Pencil Interviewing)
- Es wird vorab eine maximale Haushaltsgröße angenommen. Wenn diese beispielsweise bei 9 liegt, wird eine Zahlenreihe von 1 bis 9 in Tabellenspalten gesetzt.

- Darunter werden in einer zweiten Tabellenreihe für jedes Interview in den Spalten 9 zufallsgenerierte Zahlen eingeordnet.

- Vor Beginn des Interviews wird ermittelt, wie viele Personen in dem jeweiligen Haushalt zur statistischen Population gehören, aus der die Stichprobe gezogen werden soll (z. B. aus der Population wahlberechtigter Deutscher in Privathaushalten).

- Diese Personen werden sortiert nach ihrem Alter aufgelistet.

- Sind nun beispielsweise 6 mögliche Befragungspersonen in einem Haushalt ermittelt worden, wird in der oberen Tabellenreihe zuerst die Zahl 6 und dann die darunter stehende Zufallszahl gesucht. Ist diese z. B. 3, soll dann die dritte Person auf der Liste befragt werden. Ist diese zum Haushalt gehörende  Person aber gerade nicht anwesend oder anderweitig verhindert, wäre für das Interview der dritten Person ein späterer Kontakt zu versuchen.

| Haushaltsgröße   | 1 | 2 | 3 | 4 | 5 | 6 | 7 | 8 | 9 |
| Befragungsperson | 1 | 1 | 2 | 4 | 2 | 3 | 7 | 4 | 5 |

Dieses Beispiel ist eine einfache Darstellung des Auswahlprinzips für Personen innerhalb von Haushalten. In der professionellen Umfragepraxis werden noch weitere Differenzierungen eingesetzt, indem beispielsweise zusätzlich das Geschlecht bei der Gestaltung von Haushaltspersonenlisten berücksichtigt wird. Es gibt somit verschiedene Durchführungsvarianten der Zuordnung von Zufallszahlen zu möglichen Befragten, die sich aber im Grundprinzip ähneln.
Als ein bekannter, allgemein verfügbarer Referenzsurvey, in dem das Verfahren des Schwedenschlüssels bei der Erhebung eingesetzt wurde, sind die Haushaltsstichproben in ALLBUS 1980–1992, 1998 zu nennen. Bei einer Personenstichprobe (z. B. ALLBUS 1994, 1996, 2000–2008) ist der Einsatz des Schwedenschlüssels zur Auswahl von Befragungspersonen in den Haushalten nicht notwendig bzw. unangebracht, da dort die zu befragenden Personen aufgrund eines grundsätzlich anderen Auswahlverfahrens als solche vor dem ersten Interviewkontakt bekannt sind.

## Andere Verfahren
Die Geburtstagsmethode geht ähnlich vor, ist aber schneller durchzuführen, weswegen sie hauptsächlich für telefonische Interviews benutzt wird. Sie sollte allerdings nicht als eine Variante des Schwedenschlüssels, sondern als eigenständiges Verfahren gesehen werden. Es wird dabei diejenige Person im Haushalt befragt, die zuletzt Geburtstag hatte.